# Peru International 2011
Die Peru International 2011 im Badminton fanden vom 14. bis zum 17. April 2011 in Lima statt.

## Sieger und Platzierte
| Disziplin    | Gold                        | Silber                 | Bronze                               |
| ------------ | --------------------------- | ---------------------- | ------------------------------------ |
| Herreneinzel | Kevin Cordón                | Michael Lahnsteiner    | Rodrigo Pacheco                      |
| Herreneinzel | Kevin Cordón                | Michael Lahnsteiner    | Iztok Utroša                         |
| Dameneinzel  | Rena Wang                   | Nicole Grether         | Cee Nantana Ketpura                  |
| Dameneinzel  | Rena Wang                   | Nicole Grether         | Michelle Li                          |
| Herrendoppel | Howard Bach Tony Gunawan    | Adrian Liu Derrick Ng  | Laurent Constantin Sébastien Vincent |
| Herrendoppel | Howard Bach Tony Gunawan    | Adrian Liu Derrick Ng  | Sameera Gunatileka Vincent Nguy      |
| Damendoppel  | Alexandra Bruce Michelle Li | Iris Wang Rena Wang    | Nicole Grether Charmaine Reid        |
| Damendoppel  | Alexandra Bruce Michelle Li | Iris Wang Rena Wang    | Grace Gao Joycelyn Ko                |
| Mixed        | Toby Ng Grace Gao           | Halim Haryanto Eva Lee | Derrick Ng Phyllis Chan              |
| Mixed        | Toby Ng Grace Gao           | Halim Haryanto Eva Lee | Adrian Liu Joycelyn Ko               |